# Hernán Medford
Pour les articles homonymes, voir Medford.
Hernán Evaristo Medford Bryan est un footballeur international costaricien né le 23 mai 1968 à San José reconverti entraîneur.

## Biographie
Véritable globe-trotter, Medford a joué dans différents championnats nationaux à travers le monde, dont la Serie A avec l'US Foggia, la Yougoslavie avec le Dinamo Zagreb, la Bundesliga autrichienne avec le Rapid de Vienne, la Liga avec le Rayo Vallecano et le Mexique avec CF Pachuca, León AC et Necaxa. Pachuca a même décidé de retirer le numéro 17 que portait Medford après son transfert à la fin des années 1990.
Medford commença sa carrière dans le Championnat costaricien sous les couleurs du Deportivo Saprissa. Il a également brillé avec l'équipe du Costa Rica, disputant deux phases finales de Coupe du monde, Italie 1990 et Japon-Corée 2002. Il a marqué un but contre la Suède en Italie, celui qui qualifia les Ticos pour les huitièmes de finale. Medford a également marqué le but au Stade Azteca contre le Mexique de la qualification pour Japon-Corée 2002.
Medford se retira du football professionnel en 2003 après 89 sélections avec les Ticos (18 buts), et choisit de se reconvertir entraîneur. Actuellement il exerce à León au Mexique, après avoir entraîné le Deportivo Saprissa, club phare du Costa Rica avec lequel il a gagné plusieurs championnats ainsi que la Coupe des champions de la CONCACAF en 2005, donnant le droit à Saprissa de participer à la seconde édition du Championnat du monde des clubs au Japon, en décembre 2005, où Saprissa termina troisième, battu par Liverpool en demi-finale. Medford a également été sélectionneur de l'équipe du Costa Rica d'octobre 2006 à juin 2008.